# Psychotria diffusiflora
Psychotria diffusiflora är en måreväxtart som beskrevs av Albert Charles Smith. Psychotria diffusiflora ingår i släktet Psychotria och familjen måreväxter. Inga underarter finns listade i Catalogue of Life.